# Proeme latipennis
Proeme latipennis là một loài bọ cánh cứng trong họ Cerambycidae.